# Levy Tran
Vy Le 'Levy' Tran (San Jose (Californië), 16 november 1983) is een Amerikaanse actrice.

## Biografie
Tran werd geboren in San Jose (Californië) als dochter van immigranten uit Vietnam, en spreekt daarom vloeiend Engels en Vietnamees. Na haar high school studeerde zij met een bachelor af in ontwikkeling van kinderen en adolescentie, hiernaast deed zij een bijvak in wiskunde.
Tran begon in 2015 met acteren in de film Furious 7, waarna zij nog meerdere rollen speelde in films en televisieseries. Zij is onder andere bekend van haar rol als Desi Nguyen in de televisieserie MacGyver, waar zij in 36 afleveringen speelde (2019-2021).

## Filmografie

### Films
Uitgezonderd korte films.
- 2023 Expend4bles - als Lash
- 2022 Secret Headquarters - als Virginia
- 2020 Two Ways to Go West - als Addy
- 2018 The Silk Road - als Haruko
- 2018 The First Purge - als Roenick
- 2017 Mindhack:#savetheworld - als Nicola
- 2017 Gemini - als Thiri
- 2016 Female Fight Club - als Lisa
- 2016 The Unwilling - als verpleegster
- 2016 Vigilante Diaries - als kind 2.0
- 2015 Furious 7 -  race starter

### Televisieseries
Uitgezonderd eenmalige gastrollen.
- 2019-2021 MacGyver - als Desi Nguyen - 36 afl.
- 2018 The Haunting of Hill House - als Trish Park - 4 afl.
- 2017-2018 Shameless - als Eddie - 8 afl.
- 2017 Chosen Kin Origins - als Mya - 4 afl.
- 2015 Jungle Justice - als Vy - 2 afl.